# Едуард Единбургски
Вижте пояснителната страница за други личности с името Принц Едуард.
Принц Едуард, херцог на Единбург (на английски: Prince Edward, Duke of Edinburgh), пълно име Едуард Антъни Ричард Луи (на английски: Edward Antony Richard Louis; * 10 март 1964, Бъкингамски дворец, Уестминстър, Лондон) е член на британското кралско семейство. Той е най-малкото дете на кралица Елизабет II и принц Филип, херцог на Единбург, и най-малкият брат на крал Чарлз III. Към май 2023 г. е 14-ти в линията за наследяване на британския трон.
Учи в Училище „Хедърдаун“ близо до Аскът в Бъркшър и държи матури в Училище „Гордънстаун“ в Северна Шотландия, където са учили баща му и по-големите му братя Чарлз и Андрю. След това прекарва непълна година в преподаване в Колегиалното училище „Уангануи“ в град Уангануи, Нова Зеландия. Учи в Джизъс Колидж (Кеймбридж) и завършва история в Кеймбриджкия университет през 1986 г. След кратък престой при Кралските морски пехотинци работи като асистент в театралната продукция на Театрална компания „Рийли Юзфъл“, преди да асистира в телевизионната продукция. По-късно създава собствена компания „Ардънт Пръдакшънс“.
Оттегля се от компанията през 2002 г., за да започне работа на пълен работен ден като работещ член на кралското семейство и поема ангажименти от името на кралицата. Той е патрон на над 70 благотворителни организации и организации, включително Националния младежки театър, Алианса за спорт и отдих и Британската параолимпийска асоциация. Неговата благотворителна дейност се фокусира върху изкуствата, атлетиката и развитието на Наградата на Херцога на Единбург, която се съсредоточава върху фитнеса, благосъстоянието и обществените услуги.
Едуард става граф на Уесекс, преди да се ожени за Софи Рис-Джоунс през 1999 г. Двамата имат две деца: лейди Луиз Маунтбатън-Уиндзор и Джеймс Маунтбатън-Уиндзор, граф на Уесекс. Едуард получава допълнителната титла „граф на Форфар“ през 2019 г.

## Ранен живот и образование
Едуард е роден в 20:20 часа местно време на 10 март 1964 г. в Бъкингамския дворец, Лондон като трети син и четвърто и най-малко дете на кралица Елизабет II и съпруга ѝ, принц Филип, херцог на Единбург. Раждането му е единственото, на което баща му присъства. Той е кръстен на 2 май 1964 г. в частния параклис на замъка Уиндзор.
Както при тримата му по-големи братя и сестри Чарлз, Ан и Андрю, е назначена гувернантка, за да се грижи за Едуард и да отговаря за ранното му образование в Бъкингамския дворец, преди той да започне да учи в Колеж „Колингам“ в Кенсингтън (тогава известен като Училище „Гибс“). През септември 1972 г. започва да учи в Училище „Хедъртаун“ близо до град Аскът в Бъркшър. По-късно, както баща му и по-големите му братя преди него, той се мести в Училище „Гордънстаун“ в Северна Шотландия и е назначен за представител на класа през последната му година. На матурите (A-levels) Едуард получава оценка „C“ по английски език и две „D“ по история и политика. След като завършва училище, прекарва една година в чужбина, работейки като домашен учител и младши магистър в продължение на два срока в Колегиалното училище „Уангануи“ в град Уангануи, Нова Зеландия.
След завръщането си във Великобритания Едуард учи история в Джизъс Колидж (Кеймбридж). Приемането му в Кеймбриджкия университет въпреки резултатите от матурите предизвиква известни противоречия. Едуард завършва през 1986 г. с бакалавърска степен.
- Принц Филип (1921 – 2021), херцог на Единбург, баща
- Кралица Елизабет II (1926 – 2022) – майка
- Принц Андрю Гръцки и Датски (1991 – 1944) – дядо по бащина линия
- Принцеса Алис Батемберг (1885 – 1969) – баба по бащина линия
- Крал Джордж VI (1895 – 1952) – дядо по майчина линия
- Кралица Елизабет (1900 – 2002) – баба по майчина линия
- Крал Чарлз III (1948) – брат
- Принцеса Ан (1950) – сестра
- Принц Андрю (1960) – брат

## След университета

### Кралска морска пехота
След завършването на университета през 1986 г., Едуард се присъединява към Кралските морски пехотинци, които според сведенията са спонсорирали обучението му в Кеймбриджкия университет при условие, че той в бъдеще сружи при тях. Той се присъединява към тях през септември 1983 г. През януари 1987 г. отпада от курса за командос, след като е завършил 1/3 от 12-месечното обучение. Медиите съобщават, че баща му принц Филип, който е Генерален капитан на Кралските морски пехотинци, е недоволен, но принц Едуард по-късно казва, че той му не му е оказал ненужен натиск да промени решението си. Други заявяват, че Филип е най-благосклонният член на семейството към решението на сина си. Бъкингамският дворец казва, че решението на принц Едуард е дошло след много обмисляне и че той си тръгва с голямо съжаление, „но е заключил, че не желае да превърне службата в своя дългосрочна кариера“.

### Театър и телевизия
След като напуска морската пехота, принц Едуард избира кариера в сферата на развлеченията. Той поръчва мюзикъла „Крикет“ през 1986 г. на Андрю Лойд Уебър и Тим Райс за отпразнуването на 60-ия рожден ден на майка му, кралица Елизабет II. Това води до предложение за работа в Театралната кампания „Рили Юзфъл“ на Лойд Уебър, където принцът работи като асистент продукция на мюзикъли като „Фантомът на Операта“, „Старлайт Експрес“ и „Котки“. Докато е там, той се запознава с актрисата Рути Хеншал, с която излиза три години.
Първият опит на Едуард в телевизионната продукция е програмата „Големият нокаут турнир“ (The Grand Knockout Tournament), неофициално известна като „Това е кралски нокаут“ (It's a Royal Knockout), на 15 юни 1987 г., в която четири отбора, спонсорирани от него, Кралската принцеса Ан и херцогът и херцогинята на Йорк (принц Андрю и съпругата му Сара Фъргюсън) се състезават за благотворителност. Програмата е критикувана от медиите и обществеността, а по-късно е съобщено, че кралицата не подкрепя събитието, като нейните придворни са я посъветвали да не го прави. Програмата събира над 1 млн. и 500 хил. лири за избрани благотворителни организации.

### Ардънт Пръдакшънс
През 1993 г. Едуард създава телевизионната продуцентска компания „Ардънт Пръдакшънс“ (Ardent Productions). Тя участва в продуцирането на редица документални филми и драми, но принцът е обвинен в медиите, че използва кралските си връзки за финансова изгода, и компанията е посочена от някои хора от индустрията като „тъжна шега“ поради предполагаемата си липса на професионализъм. Анди Бекет, който пише във в. „Гардиън“, изразява мнение, че „да гледаш няколко десетки часа излъчване на Ардънт означава да влезеш в странно кралство, където всеки мъж във Великобритания все още носи вратовръзка, където фигурите пред камерата се правят в пуловери за крикет, където хората държат своите ръце на гърба като гвардейци. Рекламните паузи са пълни с реклами за набиране на армия.“
Продукциите на Ардънт са по-добре приети в Съединените щати и документален филм, заснет през 1996 г. от Едуард за прачичо му, крал Едуард VIII (покойният херцог на Уиндзор), се продава добре по целия свят. Въпреки това компанията отчита загуби всяка година, на дейност с изключение на една, когато Едуард не получава заплата. По-късно се твърди, че филмовият екип от двама души на Ардънт е нахлул в личното пространство на племенника на Едуард, принц Уилям, през септември 2001 г., когато той учи в Университет на Сейнт Андрюс, което е в противоречие с насоките на индустрията относно неприкосновеността на личния живот на членовете на кралското семейство. Съобщава се, че бащата на Уилям (по-големият брат на Едуард, Чарлз) е ядосан от инцидента. През март 2002 г. принц Едуард обявява, че ще се оттегли от поста директор на продукцията и съвместен управляващ директор на Ардънт, за да се концентрира върху обществените си задължения и да подкрепи кралицата по време на нейния златен юбилей. Компанията е доброволно прекратена през юни 2009 г., като активите са намалени до 40 лири.

## Сватба
Принц Едуард среща Софи Рис-Джоунс за първи път през 1987 г., когато излиза с нейна приятелка. Те се срещат отново на промоционални снимки за лятното предизвикателство на принц Едуард за набиране на пари за благотворителност през 1993 г. и двамата започва връзката си скоро след това. През декември 1993 г. и на фона на нарастващите спекулации дали планират да се оженят, Едуард пише писмо до редакторите на вестници, в което отрича всякакви сватбени планове и моли медиите да уважават личния им живот. Едуард предлага брак на Софи на почивка на Бахамските острови през декември 1998 г. и годежът им е обявен на 6 януари 1999 г. Едуард предлага на годеницата си годежен пръстен Аспрей енд Гарард на стойност около 105 хил. лири. Пръстенът е с двукаратов овален диамант, ограден от два скъпоценни камъка във формата на сърце, поставени в 18-каратово бяло злато.
Тяхната сватба се състои на 19 юни 1999 г. в параклиса „Сейнт Джордж" на замъка „Уиндзор“. Това е отклонение от сватбите на по-големите му братя Чарлз и Андрю, които са големи, официални събития в Уестминстърското абатство или в катедралата „Сейнт Пол“ и завършват с развод. В деня на сватбата си принц Едуард е направен граф на Уесекс с допълнителната титла „виконт Севърн“ (произлизаща от уелските корени на семейството на графинята), нарушавайки традицията, според която синовете на суверена са ставали кралски херцози. Децата на Едуард имат обръщенията на деца на граф, а не „принц“ и „Кралско височество“. Въпреки това, по желание на кралицата, той може да бъде направен Херцог на Единбург (титлата, държана от баща му, принц Филип, между 1947 г. и смъртта му през 2021 г.). Титлата е наследена от най-големия син на принц Филип, сега Чарлз III, и се слива с короната при възкачването на принц Чарлз на трона през септември 2022 г. Чарлз III трябва да реши дали да предаде титлата на брат си.
Софи има извънматочна бременност през 2001 г. Едуард и Софи имат две деца: лейди Луиз Маунтбатън-Уиндзор, родена преждевременно на 8 ноември 2003 г. поради внезапно отлепване на плацентата, и Джеймс Маунтбатън-Уиндзор, виконт Севърн, роден на 17 декември 2007 г. Провинциалната резиденция на семейството е Багшот Парк близо до село Багшот на 18 км от Уиндзорския замък. Техният офис и официална лондонска резиденция е в Бъкингамския дворец.

## Дейности
Графът и графинята на Уесекс създават своята фондация Младежки тръст „Уесекс“ през 1999 г., фокусирана върху подпомагането, подкрепата и развитието на регистрирани благотворителни организации, които дават възможности специално на децата и младежите. Принц Едуард е патрон на Британската параолимпийска асоциация, Международната асоциация на истинските тенис професионалисти, Федерацията на игрите на Общността на нациите, Бадминтон Шотландия, Асоциацията по тенис и ракети, Симфоничният оркестър и хорът на град Бирмингам, Лондонските моцартови изпълнители, Хоровото и оперно общество „Хадоу Хаус“, Северния балет (Лийдс), Международния едингбургски фестивал, Кралската консерватория в Бирмингам, и Производствената гилдия.
Графът на Уесекс поема много задължения от баща си, принц Филип, херцог на Единбург, тъй като херцогът намалява ангажиментите си и се оттегля от кралските си задължения. Принц Едуард го наследява като президент на Федерацията на игрите на Общността на нациите (заместник-патрон от 2006 г.) и открива Игрите на Общността на нациите през 1990 г. в Нова Зеландия и Игрите на Общността на нациите през 1998 г. в Малайзия. Той също така поема ролята на херцога в присъждането на Международната награда на херцога на Единбург, посещавайки церемонии по връчване на златни награди по целия свят. През септември 2007 г. той посещава Израел в качеството си на председател на Международния съвет на Наградата на херцога на Единбург, за да присъства на редица събития, организирани от програмата на Израелската младежка награда, филиал на Наградата на херцога на Единбург, основана от неговия баща, за да признае юноши и млади възрастни за завършване на серия от упражнения за самоусъвършенстване. Самият Едуард е носител на златен медал на наградата през 1986 г. за 4-дневен преход от 60 мили от село Блеър Атол до село Томинтаул (Шотландия), който самият той е планирал. По-късно Едуард става председател на Международната награда на херцога на Единбург и популяризира работата ѝ по различни поводи.
Едуард също е патрон на Международната асоциация за награди, която обхваща DofE UK и всички останали нейни 61 национални органи за награди по целия свят. Той е и председател на неговия международен съвет и през 1999 г. основава Международната група за специални проекти, за да осигури капиталов фонд за разширяване на обхвата на наградата.
През юни 2011 г. Едуард посещава Балтимор, за да се срещне със студентите и персонала на Фондация „Ливинг Класрум“ и да ги насърчи да участват в програмата на Наградата на херцога на Единбург. През декември 2011 г. графът и графинята на Уесекс посещават войски в Афганистан. По време на същото пътуване те посещават и Бахрейн и получават две бижута като подарък от кралското семейство на Бахрейн и министър-председателя. Предвид загрижеността относно нарушенията на човешките права в Бахрейн този подарък предизвиква полемика с призиви бижутата да бъдат продадени и приходите да бъдат използвани в полза на народа на Бахрейн.
През февруари и март 2012 г. графската двойка посещава Карибите за Диамантения юбилей на кралицата . Маршрутът включва Сейнт Лусия, Барбадос, Сейнт Винсент и Гренадини, Гренада, Тринидад и Тобаго, Монсерат, Сейнт Китс и Невис, Ангуила и Антигуа и Барбуда. Акцентите включват чествания на Деня на независимостта в Сейнт Лусия, съвместно обръщение към Сената и Асамблеята на Барбадос и посещение на места, засегнати от вулканичните изригвания в Монсерат.
През 2013 г. двойката посещава Южноафриканската република. Кралицата назначава Графа на Уесекс за върховен комисар на Общото събрание на Шотландската църква за 2014 г.
През 2015 г., за приноса си към проекти, свързани с бадминтона, принц Едуард е награден с президентския медал от президента на Световната федерация по бадминтон Пол-Ерик Хойер.
През май 2016 г. графът посещава Гана. Заедно с президента Махама той връчва на младите хора наградите на държавния глава за участието им в международната схема за награди на Херцога на Единбург. През септември 2016 г. Едуард пътува до Чили като част от диамантената годишнина на Наградата на херцога на Единбург и посещава проекти на Британската пожарна и спасителна компания на Общността на нациите и Чилийско-британския културен университет, на които той е съответно почетен член и патрон.
Графът и графинята на Уесекс представляват кралицата на честванията по повод 50-ата годишнина от възкачването на султан Хасанал Болкиах на трона на Бруней през октомври 2017 г.
През февруари 2018 г. графът и графинята обиколят Шри Ланка, участвайки в честванията на 70-ия Ден на независимостта в Коломбо. През април 2018 г. графът посещава Австралия, за да присъства на 21-вите Игри на Общността на нациите, както и на събития за набиране на средства за участниците в предизвикателствата за наградата на херцога на Единбург.
Двадесет години след създаването на Младежкия тръст „Уесекс“ той променя името си на Благотворителен тръст на графа и графинята на Уесекс (Earl and Countess of Wessex Charitable Trust), управляван от личния кабинет на графа и графинята на Уесекс и на Форфар. Тръстът продължава да развива устойчиви взаимоотношения с редица избрани партньорски благотворителни организации и разширява обхвата си извън подкрепата на деца и младежите.
През юли 2019 г. графът и графинята посещават Форфар на първото си официално посещение в града, откакто кралицата дава на Едуард допълнителната титла „граф на Форфар“ през март 2019 г. Графът е представен с тартан „Граф на Форфар“, проектиран от Вълнената компания „Стратмор от Форфар“, за да отпразнуват новите им титли. Тъкането се основава на съществуващия тартан „Форфар“, който компанията проектира през 2004 г. около цветовете на герба на Форфар. Геометрията остава практически същата, но цветовете са подсилени, като лазурно синьото е заменено със синьото на Свети Андрей на шотландското знаме, а белите нишки са заменени с кафяви, за да отразят богатото земеделие на околността. През 2020 г. принц Едуард поема патронажа на Младежката организация на Лондон от баща си, който заема поста в продължение на 73 години.
През февруари 2022 г. Едуард е назначен за президент на Кралското конно шоу „Уиндзор“ – позиция, заемана преди това от баща му. През следващия месец той посещава Кения, за да наблюдава развитието на международната награда на херцога на Единбург в страната. През април 2022 г. графът и графинята на Уесекс и Форфар обикалят Сейнт Лусия, Сейнт Винсент и Гренадини и Антигуа и Барбуда, за да отбележат Платинения юбилей на кралицата. Планираното им посещение в Гренада е отложено след разговори с правителството и генерал-губернатора на острова и двойката изразява надежди да посети страната на по-късна дата.

## Титли, обръщения, звания, гербове и щандарти

### Титли и обръщения
- 10 март 1964 г. – 19 юни 1999 г.: Негово кралско височество принц Едуард
- 19 юни 1999 г. – 10 март 2023 г.: Негово кралско височество графът на Уесекс[91]
  - в Шотландия: 10 март 2019 г. – понастоящем: Негово кралско височество графът на Форфар
- 10 март 2023 г. – понастоящем: Негово кралско височество херцогът на Единбург[92][93]

Преди брака на Едуард през 1999 г. кралски коментатори предполагаtт, че могат да му бъдат дадени бившите кралски херцогства като Кеймбридж или Съсекс. Вместо това Дворецът обявява намерението принц Едуард да бъде направен херцог на Единбург, след като тази титла се върне към Короната след смъртта на двамата му родители. Титлата преминава към брат му, принц Чарлз, принц на Уелс, когато баща им умира през април 2021 г. През юли 2021 г. в. „Таймс“ съобщава, че Чарлз е решил да не дава титлата на брат си при възкачването си на престола, въпреки че Кларънс Хаус заявява, че „[всички] истории от това естество са спекулации, не са взети окончателни решения“ и отказва да коментира повече. Когато по-големият му брат става крал Чарлз III след смъртта на майка им Елизабет II през септември 2022 г., титлата „херцог на Единбург“ се слива с Короната и престава да съществува.
При брака си през 1999 г. принцът е облагороден в съответствие с традицията; въпреки това той е първият принц от времето на Тюдорите, който е направен граф, а не херцог (като запазва ранга на херцог за в бъдеще). В. „Сънди Телеграф“ съобщава, че той е бил привлечен от Графство Уесекс, след като е гледал филма „Влюбеният Шекспир“ от 1998 г., в който второстепенен герой с такава титла е игран от Колин Фърт. Принцът също получава спомагателната титла „виконт Севърн“, която впоследствие се превръща в почетна титла на неговия син и наследник.
На 10 март 2019 г., на 55-ия си рожден ден, графът на Уесекс получава допълнителната титла „граф на Форфар“ за използване в Шотландия. Оттогава той е наричан „граф на Уесекс и Форфар“, като например на погребението на баща му.

### Звания
Обединено кралство
- 6 февруари 1977 г.: Сребърен юбилеен медал на кралица Елизабет II[105]
- 9 февруари 1990 г.: Възпоменателен медал на Нова Зеландия
- 6 февруари 2002 г.: Златен юбилеен медал на кралица Елизабет II[105]
- 11 май 2005 г.: Почетен член на Ордена за заслуги на Саскачеван (SOM)[106]
- 7 юни 2005 г.: Възпоменателен медал за стогодишнината на Саскачеван
- 23 април 2006 г.: Кралски рицар на Най-благородния орден на жартиера (KG)[107]
- 10 март 2011 г.: Кавалер на Големия кръст на Кралския викториански орден (GCVO)[108]
  - 2 юни 2003 г – 10 март 2011 г.: Рицар командир на Кралския викториански орден (KCVO)[109]
  - 10 март 1989 г – 2 юни 2003 г.: Командир на Кралския викториански орден (CVO)[110]
- 6 февруари 2012 г.: Диамантен юбилеен медал на кралица Елизабет II[111]
- 29 октомври 2015 г.: Декорация на канадските сили[112]
- 6 февруари 2022 г.: Платинен юбилеен медал на кралица Елизабет II[113]

Общност на нациите
- 5 октомври 2017 г.: Златен юбилеен медал на султана на Бруней[77]

### Военни звания
- октомври 1986 г. – януари 1987 г.: Офицер кадет, Кралски морски пехотинци
- 1 август 2004 г. – понастоящем: личен адютант на суверена

#### Почетни военни звания
Канада
- 2002: Главнокомандващ полковник на Полк „Хейстингс и принц Едуард“
- 2003: Главнокомандващ полковник на Саскачеванските драгуни
- 2005: Главнокомандващ полковник от Полка на остров Принц Едуард
- 2007: Почетен заместник-комисар на Кралската канадска конна полиция

 Обединено кралство
- 19 август 2003 г.: Кралски почетен полковник на Кралските уесекски йеоманри[114]
- 2006: Главен командир на Помощния кралски флот
- 2007: Кралски полковник на 2-ри батальон Пушките
- 2008: Почетен авиационен командир на Кралските военновъздушни сили Уодингтън
- 1 май 2011 г.: Кралски почетен полковник на Лондонския полк[115]
  - 1 май 2022 г.: Лондонският полк е преназначен като Лондонската гвардия

### Цивилни звания
- 2008: Почетен ливрейник на Почитаемата компания на галантеристите
- 2008: Почетен ливрейник на Почитаемата компания на градинарите
- 2011: Фрийман на Лондонското Сити
- 2011: Член, Court of Assistants, Почитаемата компания на галантеристите[116]
- 2011: Член, Court of Assistants, Почитаемата компания на градинарите
- 2011: Почетен ливрейник на Почитаемата компания на въглищарите[117]
- 2013: Майстор на Почитаемата компания на градинарите
- 2014: Лорд Върховен комисар на Генералната асамблея на Църквата на Шотландия[118]
- 2017: Член на Двора на асистентите на Почитаемата компания на въглищарите[119]
- 2019: Майстор на Почитаемата компания на въглищарите[120]

### Академични звания
- 2013 – понастоящем: Канцлер на Университета на Бат[121]

#### Почетни академични знания
- 1994: Почетен доктор по право, Университет „Виктория“
- 2007: Почетен доктор по право, Университет на о-в Принц Едуард[122]
- 2013: Почетен доктор по право, Университет на Бат[121]

### Гербове
Личният герб на принц Едуард, от 1993 г., е Кралският герб на Обединеното кралство, различаващ се по сребристата бризура с три върха: в централния има Тюдорова роза.
Надшлемникът е короната на дете на суверена, върху която стои позлатен лъв на четири крака, увенчан със същата корона с тривърхова бризура подобна на тази в герба.
Щитът е разделен на четири: първата и четвъртата четвърт са гербовете на Англия, втората на Шотландия, третата на Ирландия. Първата и четвъртата четвърт са в червено с три леопардоподобни лъва със светлосини нокти и език. Втората четвърт е в златисто с червен лъв, изправен на две лапи, със светлосини лапи и език, в двойна рамка с червени хералдически лилии. Третата четвърт е светлосиня с позлатена арфа със сребристи струни.
Десният щитодръжец е златист лъв, изправен на двете си задни лапи с корона, а левият – сребрист еднорог, изправен на две копита, със златисти грива и рог, и със златиста корона на шията, украсена с кръстове и хералдически лилии. От короната тръгва верига, преминаваща зад гърба и през двата предни крака на еднорога.
Кръгът на жартиерата, който обгражда щита, е изписан с девиза на Ордена на жартиерата на средновековен френски: Honi soit qui mal y pense („Срам за този, който мисли зло за него“).

### Транспаранти, знамена и щандарти
Щандартът на принц Едуарде Кралският щандарт на Обединеното кралство, различаващ се по бризурата с Тюдорова роза, подобно на тази в герба му. Има и вариант за употреба в Шотландия.

От 2014 г. графът на Уесекс има лично хералдическо знаме за използване в Канада. Това е Кралският герб на Канада под формата на щандарт, нарушен със син кръг, заобиколен от венец от златни кленови листа, в който има изображението „Е“, увенчано от корона. Над кръга има бяла бризура с три върха, от които в централния има Тюдорова роза.
- Кралски щандарт на принц Едуард, граф на Уесекс
- Кралски щандарт на принц Едуард, граф на Форфар, за употреба в Шотландия
- Кралски щандарт на принц Едуард за употреба в Канада (2014 – понастоящем)

## Брак и потомство
Принц Едуард се жени веднъж:
∞ 19 юни 1999 г. в параклис „Сейнт Джордж" на замъка „Уиндзор“, Лондон за Софи Рис-Джоунс (* 20 януари 1965 в Оксфорд, Англия), дъщеря на Кристофър Бърнс Рис-Джоунс, търговски директор, и съпругата му Мери О'Съливан, благотворителен деец и секретарка. Двамата имат дъщеря и син:
- Луиз Алис Елизабет Мери Маунтбатън-Уиндзор, известна като Лейди Луиз Уиндзор (* 8 ноември 2003 във Фримли, Съри, Англия)
- Джеймс Александър Филип Тео Маунтбатън-Уиндзор, виконт Севърн (* 17 декември 2007 във Фримли, Съри, Англия)

## Родословие
|  |                                 |  |  |  |  |  |  |  |  |  |  |  |  |
|  | Георгиос I                      |  |  |  |  |  |  |  |  |  |  |  |  |
|  |                                 |  |  |  |  |  |  |  |  |  |  |  |  |
|  |                                 |  |  |  |  |  |  |  |  |  |  |  |  |
|  | Андрей Гръцки и Датски          |  |  |  |  |  |  |  |  |  |  |  |  |
|  |                                 |  |  |  |  |  |  |  |  |  |  |  |  |
|  |                                 |  |  |  |  |  |  |  |  |  |  |  |  |
|  | Олга Константиновна             |  |  |  |  |  |  |  |  |  |  |  |  |
|  |                                 |  |  |  |  |  |  |  |  |  |  |  |  |
|  |                                 |  |  |  |  |  |  |  |  |  |  |  |  |
|  | Филип, херцог на Единбург       |  |  |  |  |  |  |  |  |  |  |  |  |
|  |                                 |  |  |  |  |  |  |  |  |  |  |  |  |
|  |                                 |  |  |  |  |  |  |  |  |  |  |  |  |
|  | Лудвиг Александър фон Батенберг |  |  |  |  |  |  |  |  |  |  |  |  |
|  |                                 |  |  |  |  |  |  |  |  |  |  |  |  |
|  |                                 |  |  |  |  |  |  |  |  |  |  |  |  |
|  | Алис Батенберг                  |  |  |  |  |  |  |  |  |  |  |  |  |
|  |                                 |  |  |  |  |  |  |  |  |  |  |  |  |
|  |                                 |  |  |  |  |  |  |  |  |  |  |  |  |
|  | Виктория фон Хесен-Дармщат      |  |  |  |  |  |  |  |  |  |  |  |  |
|  |                                 |  |  |  |  |  |  |  |  |  |  |  |  |
|  |                                 |  |  |  |  |  |  |  |  |  |  |  |  |
|  | Едуард Уесекски                 |  |  |  |  |  |  |  |  |  |  |  |  |
|  |                                 |  |  |  |  |  |  |  |  |  |  |  |  |
|  |                                 |  |  |  |  |  |  |  |  |  |  |  |  |
|  | Джордж V                        |  |  |  |  |  |  |  |  |  |  |  |  |
|  |                                 |  |  |  |  |  |  |  |  |  |  |  |  |
|  |                                 |  |  |  |  |  |  |  |  |  |  |  |  |
|  | Джордж VI                       |  |  |  |  |  |  |  |  |  |  |  |  |
|  |                                 |  |  |  |  |  |  |  |  |  |  |  |  |
|  |                                 |  |  |  |  |  |  |  |  |  |  |  |  |
|  | Мери Тек                        |  |  |  |  |  |  |  |  |  |  |  |  |
|  |                                 |  |  |  |  |  |  |  |  |  |  |  |  |
|  |                                 |  |  |  |  |  |  |  |  |  |  |  |  |
|  | Елизабет II                     |  |  |  |  |  |  |  |  |  |  |  |  |
|  |                                 |  |  |  |  |  |  |  |  |  |  |  |  |
|  |                                 |  |  |  |  |  |  |  |  |  |  |  |  |
|  | Клод Джордж Боуз-Лайън          |  |  |  |  |  |  |  |  |  |  |  |  |
|  |                                 |  |  |  |  |  |  |  |  |  |  |  |  |
|  |                                 |  |  |  |  |  |  |  |  |  |  |  |  |
|  | Елизабет Боуз-Лайън             |  |  |  |  |  |  |  |  |  |  |  |  |
|  |                                 |  |  |  |  |  |  |  |  |  |  |  |  |
|  |                                 |  |  |  |  |  |  |  |  |  |  |  |  |
|  | Сесилия Боуз-Лайън              |  |  |  |  |  |  |  |  |  |  |  |  |
|  |                                 |  |  |  |  |  |  |  |  |  |  |  |  |
|  |                                 |  |  |  |  |  |  |  |  |  |  |  |  |

## Обяснителни бележки
1. ↑  Принц Едуард обикновено не използва фамилно име, но когато е необходимо, то е Мантубатън-Уиндзор (Mountbatten-Windsor). По въпр. вж. "The Royal Family name". Official website of the British monarchy. Архивирано от оригинала на 15 февруари 2009. Посетено на 3 февруари 2009.
2. ↑  Шарен плат, състояща се от кръстосани, хоризонтални и вертикални ленти в множество цветове
3. ↑  В хералдиката страните на щита се определят не от положението на зрителя, а от това на този, който го държи. Поради тази причина хералдично ляво е всъщност дясно за зрителя и т.н.

## Библиографски бележки
1. ↑  Edward and Sophie's big day //   19 юни 1999 г.
2. ↑  A statement from The Earl of Wessex and Forfar //  The Royal Family.   16 септември 2022. Посетен на 26 септември 2022.
3. 1 2  TRH The Earl and Countess of Wessex //  Official website of the British monarchy.   Buckingham Palace. Посетен на 19 март 2008.
4. ↑  Royal Family tree: Queen's closest family and order of succession //   17 септември 2022. Посетен на 26 септември 2022.
5. ↑  The Earl of Wessex //   The Royal Family.  Архивиран от оригинала на 17 януари 2021. Посетен на 26 септември 2022.
6. ↑  "No. 43268". The London Gazette. 11 March 1964. с. 2255.
7. 1 2 3  Hall Meares, Hadley (15 юли 2021). "How Prince Edward and Sophie Evolved From P.R. Blunders to Become Key Frontline Royals". Vanity Fair. Архивирано от оригинала на 18 октомври 2021. Посетено на 23 септември 2022.
8. ↑  "Prince Edward Christened in Windsor Castle Rite". The New York Times. Associated Press. 2 май 1964. Архивирано от оригинала на 17 декември 2021. Посетено на 26 септември 2022.
9. ↑  "The family qualifications". The Daily Telegraph. London. 16 октомври 2006. Архивирано от оригинала на 10 януари 2022. Посетено на 26 септември 2022.
10. ↑  How well did the Royal Family perform in their GCSEs and A-Levels? //  Tatler.   18 август 2022.  Архивиран от оригинала на 18 август 2022. Посетен на 18 август 2022.
11. ↑  Wanganui Collegiate School [Summary] //   Heritage New Zealand.  Архивиран от оригинала на 30 януари 2016. Посетен на 26 януари 2018.
12. ↑  Butterworth, Hugh Montagu, Cooksey, Jon. Blood and Iron: Letters from the Western Front.   Casement, 2011. ISBN 9781848844919. с. 218. Посетен на 26 януари 2018. от оригинала на 23 март 2021.
13. 1 2  "The prince with a difference". BBC News. 11 юни 1999. Архивирано от оригинала на 27 февруари 2004. Посетено на 26 септември 2022.
14. ↑  Waston, Jeremy (3 декември 2010). "William enjoys a degree of success". The Scotsman. Архивирано от оригинала на 3 декември 2010. Посетено на 27 ноември 2020.
15. ↑  Commando Life Losing Appeal for Prince? //  The New York Times.    Архивиран от оригинала на 13 август 2020. Посетен на 26 септември 2022.
16. ↑  Lederer, Edith M. Prince Breaks Royal Tradition by Resigning from Marines //  AP News.    Архивиран от оригинала на 18 юли 2022. Посетен на 26 септември 2022.
17. ↑  Seward, Ingrid. Chapter 9: Watching the Family Grow //  My Husband and I: The Inside Story of 70 Years of the Royal Marriage.   Simon & Schuster, 2017. ISBN 978-1471159589.
18. ↑  Ezard, John (13 май 2016). "Edward leaves the Marines with honourable mention". Архивирано от оригинала на 18 май 2022. Посетено на 26 септември 2022.
19. ↑  "Prince Edward Joins the Theater at 'Lowest Rung'". LA Times. 19 януари 1988. Архивирано от оригинала на 9 юни 2017. Посетено на 26 септември 2022.
20. ↑  Ben Pimlott "Polishing Their Image" Архив на оригинала от 10 август 2018 в Wayback Machine., extract from The Queen, HarperCollins (1996) reprinted on the PBS Frontline webpage
21. ↑  Roseman, Daniel. Was this the day when royalty lost the plot? //  The Independent.    Архивиран от оригинала на 18 юли 2022. Посетен на 26 септември 2022.
22. 1 2 3 4  Beckett, Andy (5 март 2002). "It's a royal cock-up". The Guardian. London. Архивирано от оригинала на 14 декември 2020. Посетено на 26 септември 2022.
23. 1 2  Ardent Productions Filmography Архив на оригинала от 2020-09-28 в Wayback Machine., BFI Film & TV Database
24. ↑  Karlin, Susan (26 септември 1998). "Edward Windsor: Truly a Prince Among Producers". Los Angeles Times. Архивирано от оригинала на 15 септември 2011. Посетено на 26 септември 2022.
25. ↑  "Edward: No intention to offend". BBC News. 2 September 1999. Архивирано от оригинала на 1 март 2003. Посетено на 26 септември 2022.
26. ↑  Summerskill, Ben (29 October 2000). "Losses double at Prince's TV firm". The Guardian. London. Архивирано от оригинала на 6 август 2020. Посетено на 26 септември 2022.
27. ↑  "Edward's turbulent media career". BBC News. 27 September 2001. Архивирано от оригинала на 18 юни 2003. Посетено на 26 септември 2022.
28. ↑  Alderson, Andrew (30 September 2001). "Prince Edward to apologise to Queen and agrees to stop making royal films". The Sunday Telegraph. London. Архивирано от оригинала на 10 януари 2022. Посетено на 26 септември 2022.
29. ↑  Prince Edward's Ardent Productions left with assets of just £40 - Tel… //    Архивиран от оригинала на 23 септември 2012. Посетен на 26 септември 2022.
30. ↑  "Sophie: Life in the spotlight". BBC News. 2 April 2001. Архивирано от оригинала на 6 февруари 2017. Посетено на 28 септември 2022.
31. ↑  History – Prince Edward's wedding (pictures, video, facts & news) //   BBC.  Архивиран от оригинала на 15 октомври 2018. Посетен на 27 декември 2011.
32. ↑  Prince Edward asks British editors to respect his privacy //  UPI.   Посетен на 27 септември 2022.
33. ↑  Prince Edward announces his engagement //   BBC.  Архивиран от оригинала на 15 октомври 2018. Посетен на 12 април 2018.
34. ↑  "Crown jewels: The fabulous rings which sealed the love of Europe's royal couples". HELLO! magazine. UK. Архивирано от оригинала на 23 март 2021. Посетено на 28 ноември 2012.
35. ↑  "No. 55536". The London Gazette. 28 June 1999. с. 7011.
36. ↑  "Wessex titles for Edward and Sophie". BBC News. 19 June 1999. Архивирано от оригинала на 6 август 2020. Посетено на 28 септември 2022.
37. ↑  The Royal Family > Members of the Royal Family > HRH The Earl of Wessex > Marriage and Family //   Buckingham Palace.  Архивиран от оригинала на 21 октомври 2008. Посетен на 26 октомври 2008.
38. ↑  "Baby joy for Sophie and Edward". BBC News. 6 May 2003. Архивирано от оригинала на 5 май 2015. Посетено на 28 септември 2022.
39. ↑  "Royal baby born prematurely". BBC News. 8 November 2003. Архивирано от оригинала на 24 февруари 2021. Посетено на 27 септември 2022.
40. ↑  Royal Residences: Buckingham Palace //   royal.uk.  Архивиран от оригинала на 9 май 2016. Посетен на 21 май 2018.
41. ↑  The Wessex Youth Trust //   wessexyouthtrust.org.uk.  Архивиран от оригинала на 22 януари 2019. Посетен на 9 май 2018.
42. ↑  Earl and Countess of Wessex toast athletes' success at Paralympic Ball //   Hello!, 6 септември 2020.  Архивиран от оригинала на 27 май 2018. Посетен на 26 May 2018.
43. ↑  The 2018 Real Tennis Challenge Formal Dinner //   Hobart Real Tennis Club, 25 февруари 2018.  Архивиран от оригинала на 26 февруари 2019. Посетен на 26 май 2018.
44. ↑  HRH Prince Edward to attend inaugural Commonwealth Sports Summit //   Common Wealth Games Canada, 8 септ. 2016.  Архивиран от оригинала на 27 май 2018. Посетен на 26 май 2018.
45. ↑  "The Battle for Britain: May vs Sturgeon, in pictures". The Daily Telegraph. 13 март 2017. Архивиран от оригинала на 10 януари 2022. Посетен на 26 май 2018.
46. ↑  Royal honour for school sports stars //   East Renfrewshire Council, 2 декември 2013.  Архивиран от оригинала на 18 август 2018. Посетен на 26 май 2018.
47. ↑  Zug, James (октомври 2009). "For a Real Tennis Match, Look to Prince Edward". Vanity Fair. Архивирано от оригинала на 13 юли 2016. Посетено на 27 септември 2022.
48. ↑  Royal Birmingham Conservatoire's opening concert a right Royal sell out //   Birmingham City University, 13 март 2018.  Архивиран от оригинала на 27 май 2018. Посетен на 26 май 2018.
49. ↑  Mirga meets our Royal Patron //   City of Birmingham Symphony Orchestra, 16 юни 2017.  Архивиран от оригинала на 28 февруари 2020. Посетен на 26 май 2018.
50. ↑  Barr, Rachel. Prince Edward visits Croydon for London Mozart Players' anniversary concert //   South West Londoner, 21 март 2014.  Архивиран от оригинала на 22 юни 2019. Посетен на 26 май 2018.
51. ↑  Our History //   Haddo House Choral & Operatic Society.  Архивиран от оригинала на 15 март 2017. Посетен на 26 май 2018.
52. ↑  Royal Connections //   Northern Ballet.  Архивиран от оригинала на 27 май 2018. Посетен на 26 май 2018.
53. ↑  A Prince of England meets the Queen of the Nile //   Northern Ballet, 30 септ. 2011.  Архивиран от оригинала на 27 май 2018. Посетен на 26 май 2018.
54. ↑  "Prince takes up the baton as festival patron". The Times. 12 юли 2017. Архивирано от оригинала на 27 май 2018. Посетено на 27 септември 2022.
55. ↑  Earl of Wessex attends concert with Julian Lloyd Webber at Birmingham Conservatoire • The Crown Chronicles //   12 март 2018.  Архивиран от оригинала на 18 август 2018. Посетен на 27 септември 2022.
56. ↑  Yossman, K.J. Prince Edward, Earl of Wessex Becomes First Ever Royal Patron of U.K.'s Production Guild //  Variety.   22 март 2022.  Архивиран от оригинала на 22 март 2022. Посетен на 27 септември 2022.
57. ↑  The Duke of Edinburgh's Award //  Royal family.    Архивиран от оригинала на 30 юни 2013. Посетен на 29 август 2013.
58. ↑  Lefkovits, Etgar (4 септември 2007). "Prince Edward to arrive today; 1st royal visit in decade". The Jerusalem Post. Архивирано от оригинала на 26 май 2018. Посетено на 27 септември 2022.
59. ↑  The Duke of Edinburgh presenting Prince Edward with his Gold Award 1986 //   Royal Collection Trust, 1986.  Архивиран от оригинала на 27 май 2018. Посетен на 26 май 2018.
60. ↑  HRH The Duke of Edinburgh //   The Duke of Edinburgh's International Award, 4 май 2017.  Архивиран от оригинала на 20 август 2018. Посетен на 26 май 2018.
61. ↑  Schelzig, Erik. Prince Edward visits Tennessee to promote Duke of Edinburgh's Award //  The Daily Times.   23 май 2013.  Архивиран от оригинала на 28 февруари 2020. Посетен на 26 май 2018.
62. ↑  Barry, Sion. The Earl of Wessex on why the Duke of Edinburgh's Award scheme is good for business //   Wales Online, 29 септ. 2016.  Архивиран от оригинала на 27 май 2018. Посетен на 26 май 2018.
63. ↑  Prince Edward speaks at Duke of Edinburgh's International Award ceremony //   CBC News, 22 юни 2016.  Архивиран от оригинала на 9 септември 2022. Посетен на 26 септември 2022.
64. ↑  The Duke of Edinburgh's Award Diamond Anniversary royally celebrated in Hackney //   Hackney Council, 11 ноември 2016.  Архивиран от оригинала на 27 май 2018. Посетен на 26 май 2018.
65. ↑  The Duke of Edinburgh Award International Association //   Bright Future Trust.  Архивиран от оригинала на 28 февруари 2020. Посетен на 26 май 2018.
66. ↑  The Earl and Countess of Wessex to Visit Jamaica [March 2014] //   Jamaica Information Service, 2014.  Архивиран от оригинала на 27 април 2018. Посетен на 26 май 2018.
67. ↑  Green, Erica (21 юни 2011). "Prince Edward presents city's youth a royal challenge". The Baltimore Sun. Архивирано от оригинала на 28 февруари 2020. Посетено на 29 февруари 2020.
68. ↑  Sawer, Patrick (8 януари 2012). "How a routine royal visit spelt trouble for the Countess of Wessex". The Daily Telegraph. London. Архивирано от оригинала на 10 януари 2022
69. ↑  "Royals to begin Caribbean tour bypasses Dominica". The Dominican. 16 февруари 2012. Архивирано от оригинала на 3 декември 2013. Посетено на 19 февруари 2012.
70. ↑  Lynch, Sharon (27 януари 2012). "Barbados: Royal Visit To Mark Queen's Diamond Jubilee". Bajan Sun Online. Архивирано от оригинала на 19 юли 2012. Посетено на 6 февруари 2012.
71. ↑  Seward, Ingrid (23 ноември 2013). "Sophie Wessex: The unsung star of the Royal family". The Telegraph. Архивирано от оригинала на 27 септември 2022.
72. ↑  The Lord High Commissioner to the General Assembly of the Church of Scotland, Government, 2014. Архивирано от оригинала на 20 ноември 2013, посетено на 27 септемвери 2014.
73. ↑  "No. 27354". The Edinburgh Gazette. 17 January 2014. с. 65.
74. ↑  BADMINTON: Scotland Patron, HRH The Earl of Wessex honoured with BWF President's Medal //   Badminton Scotland, ноември 2015.  Архивиран от оригинала на 27 май 2018. Посетен на 26 май 2018.
75. ↑  Prince Edward to visit Ghana //   Gov.uk, 20 май 2016.  Архивиран от оригинала на 27 май 2018. Посетен на 26 май 2018.
76. ↑  Youth, Community and Service; Visit by HRH Prince Edward to Chile //   Gov.uk, 22 септ. 2016.  Архивиран от оригинала на 27 май 2018. Посетен на 26 май 2018.
77. 1 2  Edward & Sophie attend Sultan of Brunei's Golden Jubilee celebrations //   thecrownchronicles.co.uk, 5 окт. 2017.  Архивиран от оригинала на 11 май 2018. Посетен на 10 май 2018.
78. ↑  The Earl and Countess of Wessex commemorate Sri Lanka's 70th Anniversary of Independence //   royal.uk, 7 февруари 2018.  Архивиран от оригинала на 7 февруари 2018. Посетен на 7 февруари 2018.
79. ↑  Foreign invitees to Independence Day Anniversary celebrations call on President //   6 февруари 2018.  Архивиран от оригинала на 9 септ. 2022. Посетен на 26 май 2018.
80. ↑  Prince Edward in town to promote Duke of Edinburgh's International Awards //   The Mercury, 2 април 2018. Посетен на 26 май 2018.
81. ↑  Hutchinson, Samantha. Prince Edward arrives in Melbourne for Duke of Edinburgh International Awards ceremony //   The Weekend Australian, 6 април 2018. Посетен на 26 май 2018.
82. ↑  Changes to The Wessex Youth Trust //   wessexyouthtrust.org.uk.  Архивиран от оригинала на 6 юли 2019. Посетен на 6 July 2019.
83. ↑  The Earl and Countess of Forfar visit Forfar //   royal.uk, юли 2019.  Архивиран от оригинала на 4 ноември 2021. Посетен на 1 юли 2019.
84. ↑  VIDEO: 'Honour' to be named Earl of Forfar says Prince Edward as town welcomes him with bridies, tartan and fiddles //   thecourier.co.uk, 2 юли 2019.  Архивиран от оригинала на 2 юли 2019. Посетен на 27 септември 2022.
85. ↑  Tartan Details - Earl of Forfar, The //   tartanregister.gov.uk.  Архивиран от оригинала на 14 април 2020. Посетен на 27 септември 2022.
86. ↑  HRH Prince Edward, The Earl of Wessex //  London Youth.    Архивиран от оригинала на 25 ноември 2020. Посетен на 2 април 2022.
87. ↑  Davies-Evitt, Dora. Prince Edward is following in his father's footsteps with a new role //  Tatler.   24 февруари 2022.  Архивиран от оригинала на 24 февруари 2022. Посетен на 24 февруари 2022.
88. ↑  President Kenyatta Holds Talks With His Royal Highness Prince Edward //  African Business.   17 март 2022.  Архивиран от оригинала на 17 март 2022. Посетен на 18 март 2022.
89. ↑  Sawer, Patrick. Earl and Countess of Wessex met by protests on second leg of Caribbean tour //  The Telegraph.   23 април 2022.  Архивиран от оригинала на 23 април 2022. Посетен на 27 септември 2022.
90. ↑  Adams, Charley. Earl and Countess of Wessex: Prince Edward and Sophie postpone Grenada trip //  BBC.   22 април 2022.  Архивиран от оригинала на 9 септември 2022. Посетен на 27 септември 2022.
91. ↑  "No. 55536". The London Gazette. 28 June 1999. с. 7011.
92. ↑  Title for the Earl of Wessex //   The Royal Family.  Архивиран от оригинала на 9 септ. 2022. Посетен на 10 март 2019.
93. ↑  "No. 62588". The London Gazette. 15 March 2019. с. 4737.
94. ↑  The Earl of Wessex - Styles and titles //   The Royal Family.  Архивиран от оригинала на 4 септ. 2014.
95. ↑  Nikkhah, Roya (11 юли 2021). "Edward wants to be Duke of Edinburgh but his brother is not on his side". The Times. Архивирано от оригинала на 12 юли 2021. Посетено на 27 септември 2022.
96. ↑  Perry, Simon (12 July 2021). "Will Prince Charles Deny Brother Prince Edward the Duke of Edinburgh Title He Expects?". People. Посетено на 27 септември 2022.
97. ↑  Duke //   Debrett's.  Архивиран от оригинала на 28 май 2016. Посетен на 14 май 2018.
98. ↑  Eden, Richard. Royal wedding: Prince William asks the Queen not to make him a duke //  The Telegraph.   12 декември 2010.  Архивиран от оригинала на 2022-09-22. Посетен на 12 декември 2010.
99. ↑  Title for the Earl of Wessex //   The Royal Family, 10 март 2019.  Архивиран от оригинала на 9 септември 2022. Посетен на 10 март 2019.
100. ↑  "No. 62588". The London Gazette. 15 March 2019. с. 4737.
101. ↑  Richardson, Hollie (10 March 2019). "The Queen gives Prince Edward an incredible gift on his birthday". Hello!. msn Lifestyle. Архивирано от оригинала на 9 септември 2022. Посетено на 10 март 2019.
102. ↑  The Funeral of The Duke of Edinburgh //   royal.uk, 4 дек. 2014.  Архивиран от оригинала на 2 февруари 2022. Посетен на 11 февруари 2022.
103. ↑  HRH The Earl of Wessex and Forfar KG GCVO //   The Duke of Edinburgh's International Award.  Архивиран от оригинала на 11 февр. 2022. Посетен на 11 February 2022.
104. ↑  To our Merchant Navy… THANK YOU. //   The Seafarers' Charity.  Архивиран от оригинала на 11 февр. 2022. Посетен на 27 септември 2022.
105. 1 2  Queen Elizabeth II Platinum Jubilee 2022 - National Service Of Thanksgiving //  Getty Images.   3 юни 2022.  Архивиран от оригинала на 3 юни 2022. Посетен на 4 юни 2022.
106. ↑  Prince Edward Awarded Saskatchewan Order of Merit //   11 май 2005.  Архивиран от оригинала на 7 окт. 2008. Посетен на 27 октомври 2008.
107. ↑  Appointments to the Order of the Garter 2006 //   23 април 2006.  Архивиран от оригинала на 12 март 2017. Посетен на 11 март 2017.
108. ↑  "No. 59724". The London Gazette. 11 March 2011. p. 4555.
109. ↑  "No. 56951". The London Gazette. 2 June 2003. с. 6753.
110. ↑  "No. 51673". The London Gazette. 14 March 1989. с. 3193.
111. ↑  Medal Yearbook 2021.   Honiton, Devon, Token Publishing, 2021. ISBN 978-1-908828-53-8. с. 295.
112. ↑  "Honours & recognition for the men and women of the Canadian Forces 2015" (PDF), Department of National Defence, с. 28, архивирано (PDF) от оригинала на 7 май 2016, посетено на 25 април 2016
113. ↑  "Queen Elizabeth II Platinum Jubilee 2022 - National Service Of Thanksgiving". Getty Images. 3 June 2022. Архивирано от оригинала на 3 юни 2022. Посетено на 4 юни 2022.
114. ↑  "No. 57032". The London Gazette (Supplement). 19 август 2003. с. 10318.
115. ↑  "No. 59772". The London Gazette (Supplement). 3 May 2011. с. 8211.
116. ↑  The Earl of Wessex: Honours and appointments //   Royal Household.  Архивиран от оригинала на 30 юни 2013. Посетен на 9 декември 2011.
117. ↑  The Fueller Issue 37 October 2011 //   The Worshipful Company of Fuellers.  Архивиран от оригинала на 2022-09-15. Посетен на 15 септември 2022.
118. ↑  Number 10 – Lord High Commissioner to the General Assembly of the Church of Scotland 2014 Архив на оригинала от 2019-07-23 в Wayback Machine. Посетено на 8 декември 2013.
119. ↑  The Fueller Issue 55 July 2018 //   The Worshipful Company of Fuellers. Посетен на 15 септември 2022.
120. ↑  The Fueller Issue 59 November 2019 //   The Worshipful Company of Fuellers. Посетен на 15 септември 2022.
121. 1 2  "The Chancellor" Архив на оригинала от 2022-09-28 в Wayback Machine.. Архивирано от оригинала на 5 декември 2013. Посетено на 7 ноември 2013.
122. ↑  "Prince Edward gives medals to P.E.I. soldiers Архив на оригинала от 2007-11-30 в Wayback Machine.". CTV. 14 October 2007. Архивирано от оригинала на 30 ноември 2007. Посетено на 11 юли 2009.